# Kurt Lewent
Kurt Lewent (* 13. März 1880 in Berlin; † 13. Juni 1964 in New York City) war ein deutscher Romanist und Provenzalist.

## Leben und Werk
Lewent promovierte an der Friedrich-Wilhelms-Universität Berlin bei Adolf Tobler über Das altprovenzalische Kreuzlied (Erlangen 1905, Nachdruck Genève 1976). 1906 unterrichtete er auf Probe am Werner-Siemens-Realgymnasium Französisch. Er wurde 1908 in den Staatsdienst übernommen und war zuletzt in der Stellung eines Studienrates an Berliner Gymnasien tätig; neben dem Schuldienst unterrichtete er seit Mitte der 1920er Jahre im Rahmen eines Lehrauftrages an der Friedrich-Wilhelms-Universität in Berlin. Als im Ersten Weltkrieg verwundeter sogenannter „Frontkämpfer“ und zugleich auch als vor 1914 verbeamteter Lehrer konnte Kurt Lewent 1933 zunächst weiter als Lehrer arbeiten. 1935 jedoch ließ zuerst der neuernannte Universitätsdekan Ludwig Bieberbach Kurt Lewent mitteilen, dass er nach dem Sommersemester nicht mehr unterrichten werde; mit Wirkung zum Jahresende 1935 wurde Kurt Lewent dann wegen seines jüdischen Glaubens und seiner jüdischen Abstammung aufgrund des Reichsbürgergesetzes vorzeitig pensioniert. Bis 1939 – als deren Leiterin nach England auswanderte – unterrichtete er an einer privaten, von seiner ehemaligen Studentin Dr. Leonore Goldschmidt am Roseneck betriebenen jüdischen Schule neben Französisch auch Englisch, Deutsch und Erdkunde. Nach Leonore Goldschmidts Auswanderung übernahm Lewent bis zur Schließung der Berliner Goldschmidtschule deren Leitung, um dann nach Italien auszuwandern. 1941 floh Kurt Lewent dann über Sibirien nach New York. Da er in Amerika nicht als Lehrer arbeiten konnte, bestritt er seinen Lebensunterhalt mit Bürotätigkeiten in einer Anwaltskanzlei und verfolgte seine wissenschaftliche Arbeit lediglich noch im Rahmen eines Lehrauftrages für Altprovenzalisch, den ihm die Columbia University erteilte.
Kurt Lewents Forschung und wissenschaftliche Arbeitsweise wurde deutlich durch seinen Lehrer und Doktorvater Adolf Tobler geprägt. Er war allgemein als hervorragender Kenner der okzitanischen Trobadordichtung anerkannt, der mit höchster philologischer Genauigkeit Satzbau und Stilkontext analysierte, um von dieser Seite literaturwissenschaftliche Fragestellungen zu beantworten. Nach seiner Flucht nach New York veröffentlichte er ausschließlich noch zur altprovenzalischen Literatur, mit deren Lehre er an der Columbia University befasst war.

## Werke (Auswahl)
- Das altprovenzalische Kreuzlied Inaugural-Dissertation 1905 Erlangen (Nachdruck Genf 1976).
- Bruchstücke des provenzalischen Versromas „Flamenca“, ausgewählt von Kurt Lewent 1926 Max Niemeyer Verlag.
- Beiträge zum Verständnis der Lieder Marcabrus 1930 Max Niemeyer Verlag.
- Zum Inhalt und Aufbau der „Flamenca“ 1933 Max Niemeyer Verlag.
- Zum Text der Lieder des Giraut de Bornelh 1938 L. S. Olschki.

## Nachrufe
- Yakov Malkiel in: Romance Philology 13, 1960, S. 441.
- Gunnar Tilander in: Revue de linguistique romane 28, 1964, S. 468 f.